# Gadamenahalli, Koratagere
Gadamenahalli là một làng thuộc tehsil Koratagere, huyện Tumkur, bang Karnataka, Ấn Độ.